# W70 (核弾頭)
W70は、アメリカ合衆国が開発した核弾頭。アメリカ陸軍のMGM-52 ランス短距離弾道ミサイル向けの弾頭である。

## 概要
1970年代前半にローレンス・リバモア国立研究所で開発された。1973年に開発が完了し、生産が開始されている。初期型（Mod0,1,2）は1977年までにかけて約900発が生産された。熱核弾頭であり、核出力は可変式で、出力は1-100ktであった。信管は触発および空中爆発が採用されていた。サイズは直径18インチ、長さ41インチ、重量270ポンド。
1977年にはW70の改良型であるW70 Mod3が開発が完了している。これは戦術使用目的の放射線強化型弾頭（中性子弾頭）であり、核出力は1kt。W70 Mod3は政治的理由により製造が延期され、1981年より生産が開始された。これは1983年にかけて380発が生産された。W70は冷戦終結後の1992年に、アメリカ合衆国の地上発射式戦術核兵器の廃止方針により、配備が終了した。